# Епархия Президенти-Пруденти
Епархия Президенти-Пруденти (лат. Dioecesis Prudentipolitana) — епархия Римско-Католической церкви с центром в городе Президенти-Пруденти, Бразилия. Епархия Президенти-Пруденти входит в митрополию Ботукату. Кафедральным собором  епархии Президенти-Пруденти является церковь святого Себастьяна.  

## История
16 января 1960 года Римский папа Иоанн XXIII издал буллу Cum venerabilis, которой учредил епархию Президенти-Пруденти, выделив её из епархии Асиса.

## Ординарии епархии
- епископ José de Aquino Pereira (1960–1968);
- епископ José Gonçalves da Costa CSsR (1969–1975);
- епископ Antônio Agostinho Marochi (1976–2002);
- епископ José María Libório Camino Saracho (2002–2008);
- епископ Benedito Gonçalves dos Santos (2008  — по настоящее время).

## Источник
- Annuario Pontificio, Libreria Editrice Vaticana, Città del Vaticano, 2003, ISBN 88-209-7422-3
- Bolla Cum venerabilis, AAS 52 (1960), стр. 872  (лат.)